# Frans Paschier van den Cruyce

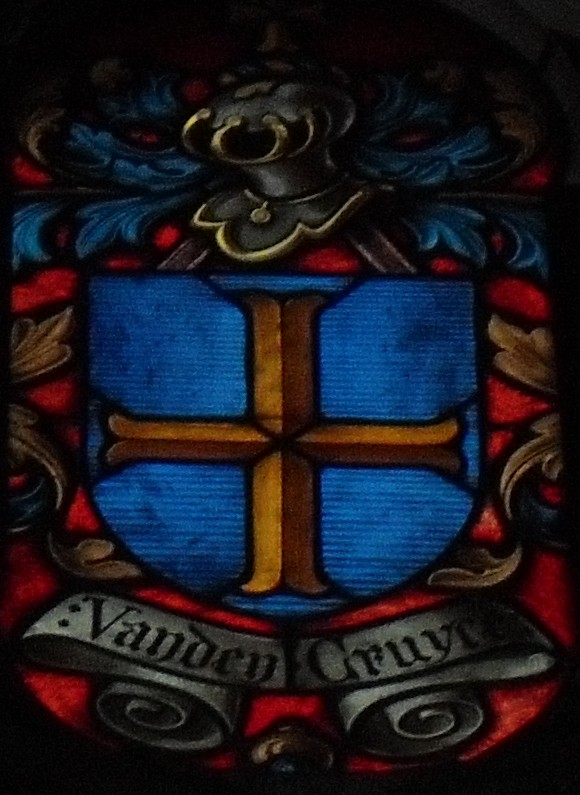
Wapenschild familie Van den Cruyce (fragment glasraam Onze-Lieve-Vrouwekathedraal (Antwerpen)

Frans Paschier van den Cruyce (Antwerpen, 10 april 1609 - Antwerpen, 30 augustus 1678) was buitenburgemeester van Antwerpen in 1656. Hij is voordien meerdere jaren schepen geweest in deze stad en is op 21 februari 1650 geridderd door koning Filips IV van Spanje.
Frans Paschier, telg uit de welgestelde katholieke familie Van den Cruyce, huwde op 5 december 1638 met Jeanne Catherine Hellemans, Dame van Aartselaar & Cleydaal.
De heerlijkheid Aartselaar alsook het Waterslot Cleydael kwamen zo in handen van de familie Van den Cruyce die de erfelijke heren bleven tot aan het eind van het ancien régime. In het gemeentewapen van Aartselaar zit nog het wapen van de familie Van den Cruyce verwerkt: een schild van lazuur, beladen met een gouden ankerkruis.
De familie leverde 4 generaties burgemeesters aan Antwerpen. Zowel de zoon, de kleinzoon als de achterkleinzoon van Frans Paschier werden eveneens burgemeester van Antwerpen, namelijk respectievelijk:
- Paschier Ignatius van den Cruyce (burgemeester in 1687, 1694, 1698-1699 en 1703-1705);
- Paschier Jan Augustijn van den Cruyce (burgemeester in 1724-1726 & 1734);
- Jan Augustijn van den Cruyce (burgemeester periode 1772-1785).

De grootoom van Frans Paschier was kanunnik Gaspar van den Cruyce, die zoals verschillende andere leden van de familie begraven ligt in de Onze-Lieve-Vrouwekathedraal van Antwerpen.